# Abraxas kansuvolans
Abraxas kansuvolans är en fjärilsart som beskrevs av Eugen Wehrli 1939. Abraxas kansuvolans ingår i släktet Abraxas och familjen mätare. Inga underarter finns listade i Catalogue of Life.